# Resolución 417 del Consejo de Seguridad de las Naciones Unidas
La resolución 417 del Consejo de Seguridad de las Naciones Unidas, adoptada el 31 de octubre de 1977, después de reafirmar la resolución 392 (1976), el Consejo condenó la represión continua contra negros y otros oponentes del apartheid, al igual que los medios de comunicación de Sudáfrica y las crecientes muertes de detenidos. El Consejo previó que la continuación de tales actividades llevaría a un serio conflicto racial con repercusiones internacionales.
Por lo tato, la resolución exigió que el gobierno de Sudáfrica:
(a) terminara la violencia contra los oponentes del apartheid;
(b) liberara a todas las personas detenidas bajo leyes de seguridad arbitrarias;
(c) cesara su respuesta violenta hacia demostraciones en contra el apartheid;
(d) eliminara las prohibiciones de las noticias en contra del apartheid
(e) aboliera el "sistema de educación Bantú" y los bantustanes
La resolución continuó pidiéndoles a los Estados miembros que apoyaras la resolución y ofrecieran ayuda a aquellas personas que huyeran de Sudáfrica. También le pidió al Secretario General Kurt Waldheim, junto con la Comisión Especial en contra del apartheid, que monitoreara la situación y publicara un reporte sobre la implementación de la resolución 417 para el 17 de febrero de 1978.
La reunión, solicitada por Túnez, en vista de las medidas represivas adoptadas por Sudáfrica, adoptó la resolución unánimemente. Tres proyectos de resolución anteriores fueron rechazados debido a objeciones de algunos miembros permanentes del Consejo.